# Визуальный альбом
Визуальный альбом — тип концептуального альбома, при котором альбом сопровождается полнометражным фильмом или отдельными музыкальными видео для каждой песни. Обычно фильм подчёркивает общую тему альбома и служит «визуальным средством», которое улучшает впечатления.
Хотя музыкальные фильмы и видео, сопровождающие альбомы, не являются новыми в популярной культуре, термин достиг известности в современном использовании после выхода альбома альбома Бейонсе. До него она также выпустила музыкальные видео на 13 композиций из своего второго студийного альбома B’Day; все видео были включены в B’Day Anthology Video Album. Проект Йонны Ли iamamiwhoami продвигает формат «аудиовизуального альбома» с 2009 года, группа Animal Collective аналогично ранее описала свой экспериментальный альбом ODDSAC как «визуальную запись».

## Определения
Определение того, что представляет собой визуальный альбом, остается предметом обсуждений. Будучи экспериментальным средством, его исполнение варьируется от артиста к артисту. По словам Меган Саммерс из Screen Rant, «визуальные альбомы — связанные музыкальные видео или фильмы, выпущенные в сочетании с пластинкой». В одной из первых статей, написанных о форме искусства, Лэндон Палмер из Film School Rejects отмечает, что «визуальные альбомы, иногда с перерывами, составляют большую часть пластинки музыканта или группы… провозглашая альбомы сплочёнными произведениями музыкального искусства, а не удобно делимыми кусочками аудиоинформации». По словам Джуди Берман из Pitchfork, визуальные альбомы являются результатом «синергетической связи между музыкой и кино, которая восходит к рождению последнего вида искусства». В то время как такие фильмы, как «Пурпурный дождь» и «Вечер трудного дня» — классика, которая сочетает в себе музыку и длинные визуальные эффекты, Кайли Линн из AllMusic утверждает, что такие фильмы «имели соответствующий альбом в качестве саундтрека с основным акцентом на сюжетную линию и диалоги, когда музыка не играла», отделяя их от визуальных альбомов, в которых музыка является основным аудиокомпонентом.